# Amphiasma benguellense
Amphiasma benguellense är en måreväxtart som först beskrevs av William Philip Hiern, och fick sitt nu gällande namn av Cornelis Eliza Bertus Bremekamp. Amphiasma benguellense ingår i släktet Amphiasma och familjen måreväxter. Inga underarter finns listade i Catalogue of Life.